# Droga wojewódzka 578
Die Droga wojewódzka 578 (DW 578) ist eine einen Kilometer lange Droga wojewódzka (Woiwodschaftsstraße) in der polnischen Woiwodschaft Kujawien-Pommern, die den Bahnhof Ostromecko mit Ostromecko verbindet. Die Strecke liegt im Powiat Bydgoski.

## Streckenverlauf
Woiwodschaft Kujawien-Pommern, Powiat Bydgoski
-  Ostromecko (Ostrometzko) (DW 551)